# Яванская ТЭЦ
Яванская ТЭЦ (тадж. Маркази Баркии Гармидихии Ёвон) — третья по величине тепловая электростанция (теплоэлектроцентраль) Республики Таджикистан, предназначенная для электро- и теплоснабжения Яванского электрохимического завода. Находится в управлении государственной энергокомпании ОАХК «Барки Точик».

## История
Яванская ТЭЦ была пущена в декабре 1969 года.

## Описание
Установленная электрическая мощность ТЭЦ составляет 120 МВт. На ТЭЦ установлены 2 агрегата мощностью 60 МВт каждый.
В настоящее время Яванская ТЭЦ управляется ОАХК «Барки Точик».